# 유스티나 스테치코프스카
유스티나 마리 스테치코프스카(폴란드어: Justyna Maria Steczkowska, 1972년 8월 2일 ~ )는 폴란드의 싱어송라이터이다. 유로비전 송 콘테스트 1995, 2025에 폴란드 대표로 참가했다.